# Босаків Петро Семенович
Петро Семенович Босаків (1906/1911, с. Жизномир — 3 квітня 1940, там само) — учасник Національно-визвольних змагань, діяч ОУН. Політв'язень у часи польської окупації Галичини. Бучацький районовий провідник ОУН.

## Життєпис
Загинув під час перестрілки з енкаведистами під час їхнього наскоку. Тіло забрали до Бучача, спочатку його поховали на цвинтарі біля лікарні. (нині Бучацька центральна районна клінічна лікарня), що біля села Підлісся поблизу Бучача, у квітні 1940 року, у 1942 році перепохований у селі Жизномирі.
Мав дружину Ганну, сина Богдана, яких вивезли до Якутії. Хату П. Босаківа енкаведисти сплюндрували.

## Зауваги
1. ↑  У Н. Мизака вказано закопали → Мизак Н. За тебе, свята Україно… — С. 90.